# بوریشیچه
بوریشیچه (به صربی: Borišiće) یک منطقهٔ مسکونی در صربستان است که در سینیتسا واقع شده‌است. بوریشیچه ۸۳ نفر جمعیت دارد.